# SBS PopAsia
SBS PopAsia é uma estação de rádio digital australiana fundada em 2010, que transmite música pop de todo o Leste e Sudeste Asiático 24 horas por dia, 7 dias por semana, em rádios digitais, online e em dispositivos móveis. Em 2011, devido sua popularidade, estreou como um programa na televisão australiana, sendo apresentado por Jamaica Dela Cruz, exibindo vídeos pop asiáticos consecutivos, sobretudo 
coreanos. A partir de 2016, Andy Trieu passou a apresentar tanto o programa de rádio quanto de televisão, este último pela SBS Viceland das 9h às 10h nas manhãs de domingo. 

## História
O SBS PopAsia começou como um segmento semanal de duas horas no programa de rádio juvenil da SBS, o Alchemy, como o Asian Pop Show. Devido à crescente popularidade e ao aumento do engajamento dos fãs online, o SBS PopAsia foi lançado como um programa de rádio digital por 24 horas em 2010. No fim de 2011, estreou como um programa semanal na televisao australiana, onde passou a ser exibido a partir das 9 horas da manhã, durante duas horas nas manhãs de domingo. Em 2013, o programa foi estendido para três horas e meia de transmissão, sendo alocado no horário nobre nas noites de sábado e domingo na SBS Viceland (anteriormente SBS2). Em 2014, o programa voltou ao seu intervalo de tempo original de 2 horas, sendo exibido às 9 horas da manhã de domingo. Em 13 de março de 2016, foi modificado para um programa de uma hora de duração aos domingos, das 10h às 11horas no canal SBS Viceland.
O PopAsia TV exibiu seu episódio final em 8 de julho de 2018. Desde então, a SBS Viceland passou a exibir episódios repetidos no horário de exibição nas manhãs de domingo.

## Rádio
SBS PopAsia também é uma estação de rádio digital 24 horas, que começou em 2010. Ele está disponível na rádio digital DAB em toda a Austrália, sete dias por semana, por streaming ao vivo online e via aplicativos móveis. 

## Televisão
O programa de televisão SBS PopAsia foi lançado em setembro de 2011 no canal SBS1 da Austrália, das 8h30 às 10h30 (horário local) aos domingos. A popularidade crescente levou a adição de mais um episódio ás segundas-feiras, 17 horas. Com o relançamento do canal SBS Viceland (antigo SBS2) para focar no público mais jovem, o SBS PopAsia mudou-se para o SBS Viceland em 2013 e foi transmitido todos os domingos à tarde das 16h às 18h e depois foi alterado para 9-11horas. Após o episódio ir ao ar na televisão, passou a tornar-se disponível no site PopAsia ou no SBS on Demand por 7 dias. Seu episódio final foi ao ar em 8 de julho de 2018. 

## Prêmios e indicações
- Vencedor do prêmio de Melhor Programa de Rádio Interativo no Prêmio Asia-Pacific Broadcasting Union (ABU) em 2012.[10][11]
- Vencedor do Prêmio de Publicidade e Comunicação e do Grande Prêmio (Geral) no National Multicultural Marketing Awards de 2012.[12][13]

- Finalista do Melhores Programas de Rádio do Mundo do New York Festivals, na categoria Formato de Programação / Melhor Formato Alternativo.[14]